# آردر
آردر (به فرانسوی: Ardres) یک کمون در فرانسه است که در پا-دو-کاله واقع شده‌است.

## خصوصیات
آردر ۱۳٫۵۲ کیلومترمربع مساحت و ۴٬۲۱۳ نفر جمعیت دارد و ۱۱ متر بالاتر از سطح دریا واقع شده‌است.

## خواهرخوانده
شهر مندن (زاورلند) خواهرخواندهٔ آردر هست.